# Hege Riise
Hege Riise (Lørenskog, 18 de julho de 1969) é uma futebolista norueguesa, campeã olímpica. Atualmente, comanda a Seleção Norueguesa Feminina de Futebol.

## Carreira
Estreou pela Noruega em 1990, com 20 anos. Sua primeira participação foi bem tímida na Copa do Mundo de 1991, já na Copa de 1995 foi peça fundamental para o festejado título, com cinco gols, além de ser eleita a melhor jogadora do torneio. Ainda faturou o ouro olímpico em 2000. Bem como conquistou a medalha de bronze pela seleção de seu país em 1996. Aposentou-se da seleção quatro anos depois, com 58 gols em 188 jogos.